# Monasterio de la Sierra
Monasterio de la Sierra – gmina w Hiszpanii, w prowincji Burgos, w Kastylii i León, o powierzchni 5,89 km². W 2011 roku gmina liczyła 48 mieszkańców.